# IndiePub
indiePub Entertainment, Inc. (anciennement Zoo Entertainment, Inc. et Green Screen Interactive Software) est un éditeur de jeux vidéo établi à Cincinnati en Ohio.

## Histoire
En mars 2007, la société Green Screen Interactive Software naît de la fusion entre DFTW Merger Sub, Inc. (détenant la filiale Zoo Games) et Green Screen Interactive Software, LLC. À la suite de cette fusion sont acquis Supervillain Studios en juin 2007, Destination Software en décembre 2007 et Zoo Digital Publishing en avril 2008.
En août 2008, Green Screen est renommé en Zoo Games, Inc. et la nouvelle filiale Destination Software en Zoo Publishing, Inc. En septembre 2008, Supervillain Studios est revendu à ses propriétaires. En novembre 2008, il en est de même pour Zoo Digital Publishing renommée Zushi Games par la suite.
Le 15 mai 2012, Zoo Entertainment, Inc. devient indiePub Entertainment, Inc.

## Jeux

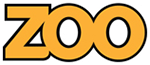
Ancien logotype (Zoo Games, Inc.)

Voici la liste des jeux édités par indiePub Entertainment (et Zoo Entertainment). 
2008
- Army Men: Soldiers of Misfortune (2008) Nintendo DS, PlayStation 2, Wii
- Bigfoot: Collision Course (2008) Nintendo DS, Wii, Windows
- Calvin Tucker's Redneck Jamboree (2008) Wii, Windows
- Chrysler Classic Racing (2008) Nintendo DS, Windows
- M&M's Adventure (2008) Nintendo DS, PlayStation 2, Wii
- Margot's Word Brain (2008) Nintendo DS, PlayStation 2, Wii, Windows
- NARC (2008) Windows
- Order Up! (2008) Wii
- Puzzler Collection (2008) Nintendo DS, Wii
- Skate City Heroes (2008) Wii
- Story Hour: Adventures (2008) Wii
- Story Hour: Fairy Tales (2008) Wii
- Twin Strike: Operation Thunder (2008) Wii
- Wordmaster (2008) Nintendo DS

2009
- Animal Paradise Wild (2009) Nintendo DS
- Arcade Shooting Gallery (2009) Wii
- ATV Quad Kings (2009) Wii
- Build 'N Race (2009) Wii
- Chrysler Classic Racing (2009) Wii
- Chicken Blaster (2009) Nintendo DS, Wii
- Deal or No Deal (2009) Wii
- Diner Dash: Flo on the Go (2009) Nintendo DS
- Dodge Racing: Charger vs. Challenger (2009) Nintendo DS, Wii
- Dream Dance & Cheer (2009) Wii
- Dream Dancer (2009) Nintendo DS
- Dream Salon (2009) Nintendo DS
- Glacier 2 (2009) Wii
- Groovin' Blocks (2009) iPhone, Wii
- Hello Kitty: Big City Dreams (2009) Nintendo DS
- Jelly Belly: Ballistic Beans (2009) Nintendo DS, PlayStation 2, Wii
- Love Is... In Bloom (2009) Nintendo DS
- Margot's Bepuzzled! (2009) Nintendo DS
- M&M's Beach Party (2009) Wii
- Monster Trucks Mayhem (2009) Wii
- Pacific Liberator (2009) Wii
- Puzzle Kingdoms (2009) Nintendo DS, Wii
- Smiley World Island Challenge (2009) Nintendo DS, Wii
- Ultimate Duck Hunting (2009) Wii
- Wedding Dash (2009) Nintendo DS

2010
- Boot Camp Academy (2010) Wii
- Chocolatier (2010) Nintendo DS
- Color Cross (2010) Nintendo DS
- Dream Chronicles (2010) Nintendo DS
- Hello Kitty: Birthday Adventures (2010) Nintendo DS
- Hall of Fame: Ultimate Hoops Challenge (2010) Wii
- Jane's Hotel (2010) Nintendo DS
- Let's Paint (2010) Wii
- Monster Frenzy (2010) Nintendo DS
- Speed (2010) Wii
- The Garfield Show: Threat of the Space Lasagna (2010) Wii